# Étienne Zizinia
Étienne Zizinia (Chios, 1784 – Alexandrie, 1868), en anglais : Stephan(os) Zizinia, en grec : Στέφανος Μενάνδρου Τσι(ν)τσίνια(ς) (Stephanos Menandrou Tsintsinias ou Tsitsinia), était un marchand grec établi à Alexandrie, actif dans la Méditerranée. De nationalité française puis belge, il a occupé la fonction de consul général de Belgique en Égypte. Son nom est lié à plusieurs antiquités égyptiennes présentes dans des collections européennes. 

## Vie et activités
En 1816, les frères Étienne et Pandia Zizinia s'installent à Marseille et ouvrent une maison de commerce. En 1820, leur frère Georges les rejoint et l'entreprise devient, dès 1822, la « Société Zizinia Frères ». En 1831, Étienne acquiert la nationalité française.
Par la suite, Méhémet Ali pacha invite Étienne à s'installer à Alexandrie, où il fait édifier un « okelle » (résidence urbaine servant à la fois comme entrepôt et logement) sur la Place des Consuls (en). Il rassemble une vaste collection d'antiquités – égyptiennes, grecques, romaines et étrusques – ainsi que des œuvres d'art asiatiques et des peintures, dont des tableaux de Rembrandt, Rubens et Van Dyck. L'okelle Zizinia devient un lieu de rencontre prisé de la haute société alexandrine.
Zizinia finance et fait construire le premier théâtre d'Alexandrie, le « Théâtre Zizinia » ou bien « Théâtre italien », conçu par l'architecte italien Pietro Avoscani.
En 1839, il est nommé consul de Belgique en Égypte, puis promu consul général en 1847. Lors les voyages du prince belge, le futur Léopold II, en Égypte (1855 et 1862–1863), Étienne et son fils Ménandre l'accompagnent et l'hébergent dans leurs résidences à Alexandrie et au Caire. En 1866, Étienne Zizinia acquiert également la nationalité belge.
Il est une figure de proue de la communauté grecque locale et échange parfois des antiquités, offrant certains objets à ses relations. Après sa mort, vers la fin du XIXe siècle, son fils Ménandre vend la majeure partie de la collection, dispersée entre musées et collections privées.

## Titres et distinctions
En 1847, le duc Charles II de Parme lui confère le titre héréditaire de comte. En 1849, le roi Léopold Ier de Belgique lui décerne le titre héréditaire de baron.

## Famille et postérité
La famille Tsintsinias/Tsitsinia, originaire de Chios, semblerait d'origine italienne. Le nom apparaît dès 1622 et la généalogie se retrace jusqu'en 1730.
Son père, Menander « Meni » Zizinia (1768–1822), est pendu par les Ottomans lors du massacre de Chios. Sa mère est Angerou Ralli. Son frère Georges a été consul général de Grèce à Marseille (1833–1868).
Étienne épouse en 1825 Katarina Skambali (1808–1891), de Thessalonique. Ils ont quatre enfants : Cléanthe (1828–1862), Ménandre (1832–1907), Mariette (1835–1842) et Jean (1838–?), nés entre Marseille et Alexandrie. Ménandre reprend l'affaire familiale et la charge consulaire.

## Déclin de l’entreprise et héritage immobilier
La maison Zizinia & Compagnie dépose le bilan en 1876 après la faillite de l’Égypte. L'okelle Zizinia est détruit lors du bombardement d'Alexandrie en 1882. Le Théâtre Zizinia passe dans d'autres mains, devient le « Teatro Muhammad Ali » en 1918, le « Sayed Darwish Theatre » en 1962, puis l'« Alexandria Opera House (en) » en 2004.
Le quartier Zizinia à Alexandrie est bâti sur des terrains vendus par Étienne Zizinia pour l'extension de la ligne de tramway. Des instruments de musique acquis grâce à lui se trouvent aujourd’hui aux Musées royaux d'Art et d'Histoire à Bruxelles.